# Bruno Cirino
Bruno Cirino né à Naples le 25 octobre 1936 et mort à Verceil le 17 avril 1981, est un acteur et metteur en scène italien. 

## Biographie
Né Bruno Cirino Pomicino à Naples , Cirino abandonne ses études de droit pour s'inscrire à l'Académie nationale d'art dramatique Silvio-D'Amico à Rome,.  Après avoir obtenu son diplôme, il commence sa carrière sur scène en 1961, travaillant notamment avec Franco Zeffirelli, Eduardo De Filippo, Giorgio De Lullo et Orazio Costa,. Dans les années 1970, il fonde la compagnie théâtrale Teatroggi, exerçant également la fonction de metteur en scène,. À partir de la fin des années 1960, Cirino est également actif au cinéma et à la télévision, obtenant notamment un grand succès critique pour sa performance dans Journal d'un instituteur de Vittorio De Seta (1972),,. Il est décédé prématurément à l'âge de 44 ans, après avoir été victime d'une crise cardiaque alors qu'il conduisait sa voiture au retour d'une tournée théâtrale. 
Cirino a deux frères, dont l'homme politique Paolo Cirino Pomicino.

## Filmographie partielle

### Au cinéma
- 1966 : Piège nazi pour sept espions (Trappola per sette spie) de Mario Amendola : agent de police
- 1970 : Sierra Maestra de Ansano Giannarelli
- 1970 : Nini Tirebouchon (Ninì Tirabusciò, la donna che inventò la mossa) de Marcello Fondato : le fils de Nando
- 1971 : Seuls les oiseaux volent en liberté (Siamo tutti in libertà provvisoria) de Manlio Scarpelli : Commissaire Panzacchi
- 1973 : Rapt à l'italienne (Mordi e fuggi) de Dino Risi : Raul
- 1974 : Allonsanfàn de Paolo et Vittorio Taviani : Tito
- 1974 : La bambina (Le farò da padre) de Alberto Lattuada : Peppe Colizzi
- 1975 : Liberté, mon amour ! (Libera, amore mio!) de Mauro Bolognini : Mateo Zanoni

### À la télévision
- 1973 : Diario di un maestro de Vittorio De Seta : le maître Bruno D'Angelo